# Blau Tiffany

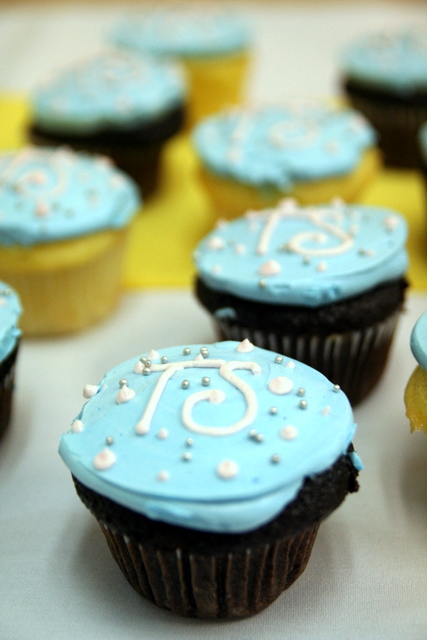
Ús popular: cupcakes per a una festa d'obtenció de diploma, amb una cobertura descrita com a color blau Tiffany

Blau Tiffany (de l'anglès Tiffany Blue) és la denominació d'un color blau clar, turquesat i específic associat amb Tiffany & Co., l'empresa de joieria i orfebreria de la ciutat de Nova York.
Aquesta color ha estat registradat per Tiffany & Co. sota el nom Tiffany Blue, i Pantone produeix mostres d'aquest, dins del seu sistema de color Pantone Matching System, per a ús exclusiu de l'empresa. Tractant-se d'una color registrada, no s'imprimeix en els catàlegs del sistema de coloracions Pantone, per la qual cosa el públic no té accés a mostres d'aquest. El codi numèric del color Pantone blau Tiffany —1837— correspon a l'any de la fundació de Tiffany & Co.
El blau Tiffany que es mostra sota prové del disseny del lloc web de Tiffany & Co.
|            | Blau Tiffany                       |
| Referència | Lloc web de Tiffany & Co.          |
| Nota       | Codi de color hexadecimal: #81D8D0 |

## Història
El blau Tiffany va ser seleccionat pel fundador de l'empresa, Charles Lewis Tiffany, per a la coberta del seu catàleg anual de joieria, l'anomenat Blue Book («Llibre Blau»), que es publica del 1845 ençà, l'any de creació d'aquesta color. En el segle xix  la turquesa era una gemma afavorida per la moda; les núvies de l'època victoriana solien lliurar a les seves dames d'honor, a manera de souvenir del dia de les seves noces, un fermall de turquesa en forma de colom. Es creu que aquesta popularitat de la turquesa va poder haver motivat la tria de la color.

## Usos
Després de les seves primeres aparicions en la coberta del Llibre Blau, el blau Tiffany va començar a ser afegit en altres elements de l'empresa, com ara bosses de compra, publicitats i altres materials promocionals.
En l'actualitat, aquesta color s'associa popularment amb un altre objecte registrat per Tiffany, la Tiffany Blue Box («Capsa Blava Tiffany»), terminologia que designa les capsetes de color blau Tiffany en les quals es lliura als clients les joies que aquests han adquirit. Aquestes capsetes tenen per si mateixes un valor simbòlic important com a producte sumptuari i com a element d'identitat de l'empresa.
El blau Tiffany sol ser apropiat pel públic —encara que les seves valors exactes siguin protegides— per a donar-li tota mena d'aplicacions en el terreny de la moda, la decoració i l'interiorisme.